# Kibara warenensis
Kibara warenensis är en tvåhjärtbladig växtart som beskrevs av Kanehira & Hatusima. Kibara warenensis ingår i släktet Kibara och familjen Monimiaceae. Inga underarter finns listade i Catalogue of Life.